# Mhancha
La mhancha est une pâtisserie du Maghreb,, à base de pâte feuilletée, de forme circulaire, fourrée aux amandes et nappée de miel.

## Origine et étymologie
Le terme mhancha est une translittération d'un mot arabe signifiant « serpent »,, probablement à cause de sa forme circulaire.
La mhancha est une spécialité attestée dans les livres de recettes sur la cuisine algérienne et sur la cuisine marocaine. La spécialité de Tétouan est d'influence algéro-ottomane. 
Selon le chef Simon, la mhancha trouverait son origine dans les villes du Maghreb en Algérie et au Maroc notamment, son nom signifie « serpentin » ou « serpentine » à cause de sa forme, à la base c’est une recette sucrée des feuilles de pastilla enduites de smen ou de beurre fondu et enfermant une farce à base d’amandes parfumées à la cannelle. Celle-ci est cuite au four puis arrosée de miel.
Selon Régis Carisey, rédacteur d'un site consacré à la cuisine, la mhancha tire son nom d'un des palais du sultan Mulay Isma'il  situé à Meknès au Maroc [réf. à confirmer].

## Variétés
Comme les multitudes de feuilletés qui existent au Maghreb, la mhancha se décline en de nombreuses variétés, notamment sucrées (fruits, fruits secs, confitures) mais aussi salées (à la viande hachée, au poulet, aux légumes).